# Mount Zero
Mount Zero är ett berg i Australien. Det ligger i regionen Northern Grampians och delstaten Victoria, omkring 250 kilometer nordväst om delstatshuvudstaden Melbourne. Toppen på Mount Zero är 364 meter över havet, eller 115 meter över den omgivande terrängen. Bredden vid basen är 1,00 km.
Runt Mount Zero är det mycket glesbefolkat, med 2 invånare per kvadratkilometer..
I omgivningarna runt Mount Zero växer huvudsakligen savannskog. Genomsnittlig årsnederbörd är 548 millimeter. Den regnigaste månaden är juli, med i genomsnitt 85 mm nederbörd, och den torraste är januari, med 14 mm nederbörd.